# Artère vésicale supérieure
Les artères vésicales supérieures (ou artères vésicales latéro-supérieures de Farabeuf) sont deux ou trois artères systémiques paires de l'abdomen. Elles vascularisent les parties latérales et supérieures de la vessie. 

## Origine
Les artères vésicales supérieures naissent de la partie perméable de l'artère ombilicale.

## Trajet
Les artères vésicales supérieures se ramifient en de nombreuses branches à la partie supérieure de la vessie. 

## Branches
D'une de ces artères nait l'artère du conduit déférent qui vascularise ce dernier.

## Variations sexuelles
Chez la femme les artères vésicales supérieures forment des arcades artérielles avec les branches distales de l'artère utérine.
Chez l'homme , elles s'anastomosent avec les artères vésicales inférieures.

## Développement embryonnaire
L'artère ombilicale embryonnaire est constituée de deux segments : un segment proximal dite partie perméable qui va donner l'artère ombilicale adulte. Et un segment distal dite partie occluse qui va perdre sa fonction artérielle et laisser un reliquat fibreux chez l'adulte : le ligament ombilical médial.